# 凱倫·傅利曼·希爾
凱倫·傅利曼·希爾（英語：Karen Friedman Hill，1946年1月16日—）是一名美國女子，她出名是透過她的丈夫兼盧切斯犯罪家族的合夥人亨利·希爾而捲入到美國黑手黨。他們的事跡被記錄在1990年的電影《盜亦有道》和幾本書中。

## 個人生活
她出生在紐約市，並在Five Towns附近的長島長大。她的父母是猶太人。她有兩個姐妹，Sandy和Adrienne。
她透過共同的朋友認識了亨利·希爾，在他們見面時，她正在牙科診所工作。她的父母起初不贊成他們的關係，後來堅持他要皈依猶太教，但他欺騙聲稱自己皈依了。當凱倫19歲時，他們於1965年在北卡羅來納州私奔，後來舉行了正式的猶太儀式。這對夫婦育有兩個孩子，Gregg Hill和Gina Hill。結婚後，凱倫和亨利最初與凱倫的父母一起搬到位於紐約州勞倫斯的家。
整個1970年代，希爾一家人參與有組織的犯罪活動，使他們變得非常富有，過著奢華的生活。亨利·希爾隨後成為聯邦調查局（FBI）的線人，這使凱倫和孩子們加入證人保護計劃，在那裡他們獲得了新的身份，並在1980年代居住在多個地方。由於亨利·希爾在證人保護期間犯下許多罪行，全家在1990年代早期被驅逐出該計劃。
1989年，亨利和凱倫在結婚25年後分居。他們於2002年正式離婚。

## 後期生活
自從家人脫離證人保護計劃後，凱倫一直是公眾的焦點。她和希爾最後一次一起生活在羅克維爾森特 (紐約州)，最終分道揚鑣。他們最後確定在2002年離婚。離婚後，他再婚並生了一個孩子。
如今，凱倫和她的兩個孩子Gregg和Gina一樣，都繼續使用化名來保護自己的身份。她的孩子們於2004年出版了一本書，名為《On the Run: A Mafia Childhood》，講述了他們自己與黑手黨經歷的說法。在書中，Gregg和Gina討論了凱倫和亨利外出從事犯罪活動時，他們的母系的祖父母以及凱倫的兩個姐妹Sandy和Adrianne如何照顧他們。
亨利於2012年6月12日在洛杉磯因心臟衰竭去世，享年69歲。

## 流行文化
1990年電影《盜亦有道》中由罗林·布兰考飾演凱倫·傅利曼·希爾，該片由馬田·史高西斯執導，劇本改編自尼古拉斯·派勒吉的1985年書籍《Wiseguy》。罗林·布兰考在拍攝前沒有與希爾見面。她因飾演希爾而被提名奧斯卡最佳女配角獎。